# Boubacar Boris Diop
Boubacar Boris Diop (* 26. Oktober 1946 in Dakar, Senegal) ist ein mehrfach preisgekrönter senegalesischer Schriftsteller, Journalist und Drehbuchautor. Berühmt wurde er vor allem mit seinem Roman über den Genozid in Ruanda 1994 „Murambi, le livre des ossements“, der auf der Internationalen Buchmesse in Harare 2000 zu einem der besten 100 Bücher afrikanischer Autoren gekürt wurde.

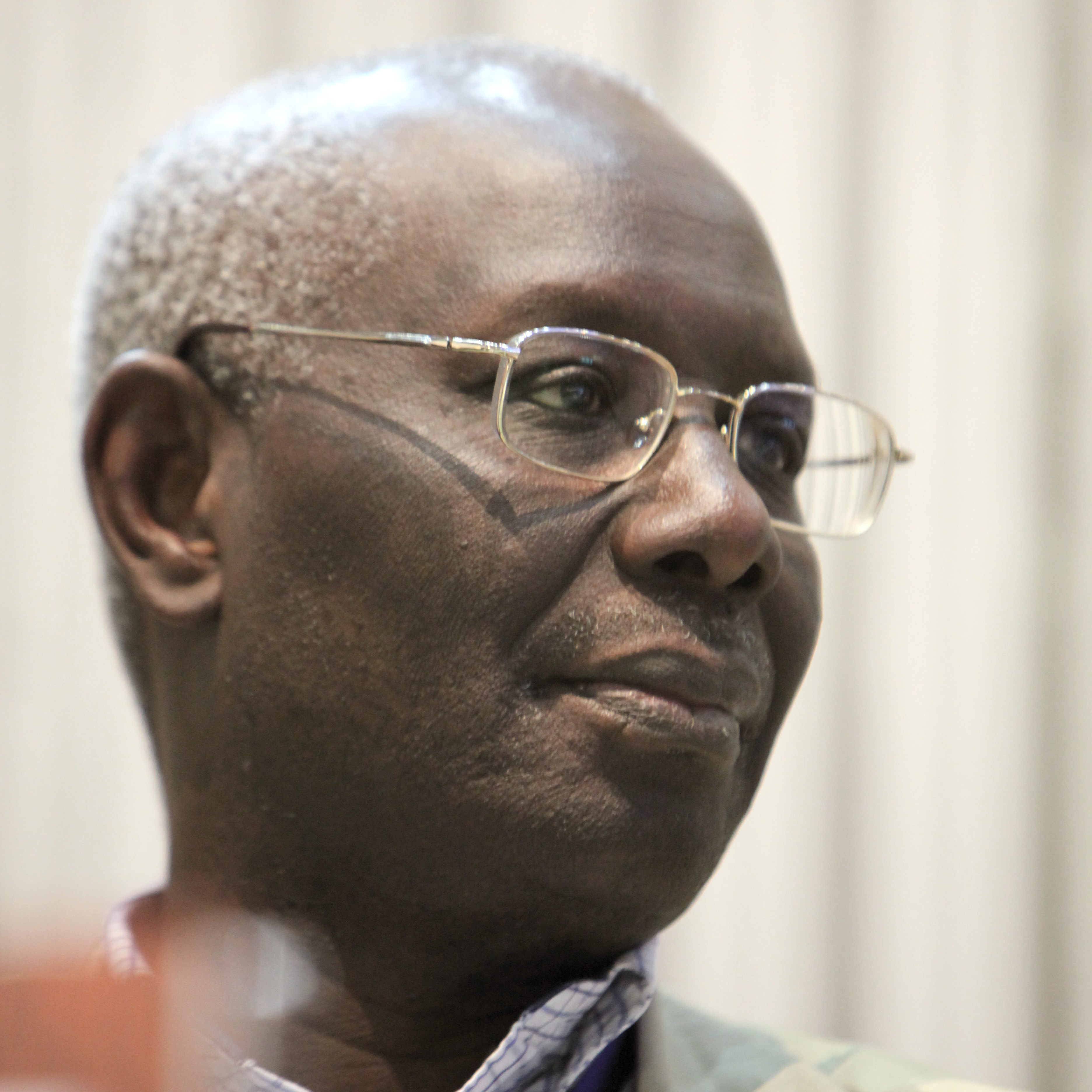
Boubacar Boris Diop (2011)

## Kindheit und Jugend
Boubacar Boris Diop besuchte eine französische Schule und schrieb bereits vor dem Abitur einen Roman über seine Erfahrungen mit Rassismus, der jedoch nie veröffentlicht wurde. Mit 20 Jahren wählte er seinen zweiten Vornamen nach dem Vorbild des jungen russischen Emigranten in Jean-Paul Sartres Roman „Les chemins de la Liberté“. Nach dem Studium der Literatur und Philosophie in Dakar wurde er Lehrer an einer Schule im Norden des Senegal. Unter dem Einfluss marxistischer Theorien gründete er hier einen antikolonialen Schülerclub, der politische wie kulturelle Veranstaltungen organisierte, so zum Beispiel den „bal rouge“.

## Literarisches Schaffen
1981 wurde Diops erster Roman, Le temps de tamango, veröffentlicht und mit dem Prix du Bureau Sénégalais du Droit d'Auteur ausgezeichnet. In der Folge schrieb Diop weitere Kurzgeschichten, Theaterstücke, Drehbücher und literarische Essays. Daneben arbeitete Diop für verschiedene senegalesische Tageszeitungen und Rundfunksendungen, später auch für ausländische Zeitungen, wie die Neue Zürcher Zeitung. 1990 erhielt er den Grand Prix de la République Sénégal für seinen im selben Jahr veröffentlichten zweiten Roman Les Tambours de la mémoire.
1998 reiste Diop als Mitglied einer Delegation von afrikanischen Schriftstellern nach Ruanda. Das auf Initiative der Journalisten Nocky Djendanoum und Maimouna Coulibaly ins Leben gerufene Literaturprojekt Rwanda: Écrire par devoir de mémoire hatte zehn afrikanische Schriftsteller eingeladen, nach Ruanda zu reisen und über den Völkermord 1994 zu schreiben. Murambi, le livre des ossements erschien im Jahr 2000 (deutsch: Murambi, das Buch der Gebeine, 2010).
Diops 2003 erschienener Roman Doomi golo ist in seiner Muttersprache Wolof geschrieben.
Für 2022 wurde Diop der Neustadt International Prize for Literature zuerkannt.